# جيران (غرغين)
جیران (بالفارسية: جیران) هي قرية تقع في إيران في قسم غرغین الريفي. يقدر عدد سكانها بـ 99 نسمة بحسب إحصاء 2016.